# SUMATRA (Radar)
SUMATRA (Synthetic Aperture Unmanned Millimeterwave Airborne Test RAdar) ist ein miniaturisierter SAR des Fraunhofer-Instituts für Hochfrequenzphysik und Radartechnik FHR für die Fernüberwachung. Aufgrund seiner kompakten Abmessungen (25 cm × 16 cm × 12 cm, Gewicht: ca. 2,2 kg) kann es auf UAVs eingesetzt werden. Es kann Daten in Echtzeit verarbeiten und dem Benutzer so umgehend ein vorläufiges Bild der Szene präsentieren.

## Technik
Um dem beschränkten Platz- sowie Stromangebot auf einem (taktischen) UAV gerecht zu werden, wurde ein miniaturisiertes Radarsystem mit reduziertem Energieverbrauch entwickelt. Dies gelang durch den Einsatz der Millimeterwellenkomponenten. Insbesondere in dem Frequenzbereich von 94 GHz entstanden in der Zusammenarbeit mit dem Fraunhofer IAF Hochfrequenzkomponenten mit breitbandigen Eigenschaften, hohem Auflösungsvermögen und völlig autonomer Arbeitsweise.
Für die Übertragung der Radarsignale wird ein analoger Videolink benutzt, welcher bei vielen unbemannten Fluggeräten bereits verfügbar ist. Als Ergebnis erscheint dann am Boden das einem Video ähnliche SAR-Bild, welches sich in Abhängigkeit von der Fluggeschwindigkeit kontinuierlich ändert.